# Kollo Daniel Sanou
Kollo Daniel Sanou (Borodougou, 1 december 1949) is een Burkinees filmmaker.

## Biografie
Sanou is opgeleid aan het Institut national de l'audiovisuel en aan de Conservatoire libre du cinéma français. Hij werkte aan het Ministerie van Informatie en Communicatie, en bij de Nationale Televisie. Tevens geeft hij les in cinematografie aan verschillende instellingen. Met Tasuma won hij de bronzen standaard op het Panafrikaans Festival van Ouagadougou voor Film en Televisie.

## Filmografie

### Fictie
- 1978: Beogo Naba
- 1982: Paweogo
- 1992: Jigi
- 1998:Marcel et le médiateur du Faso, met Pierre Rouamba
- 1999–2004: Taxi Brousse, televisieserie
- 2005: Tasuma
- 2011: Le poids du serment
- 2012: Docteur Yeelzanga
- 2012–2016: Affaires Publiques, televisieserie

### Documentaires
- 1980: Les Dodos
- 1984: L'Artisanat et son pays
- 1984: Jubilé d'une cathédrale
- 1987: Sarraouina
- 1989: Fespaco 1989
- 1987: L'artisanat et son pays
- 1991: Siao 1991
- 2000: La Piraterie, un fléau en Afrique de l'Ouest
- 2006: Droit de mémoire, met Pierre Rouamba
- 2007: Après l'urgence, met Jean-Claude Frisque
- 2013: Le Bon Riz de Madame Moui

### Animatie
- 1984: L'Aigle et le Caméléon

- Gemeinsame Normdatei: 136753949
- International Standard Name Identifier: 0000 0001 1950 5613
- Library of Congress Control Number: no2008101808
- Nederlandse Thesaurus van Auteursnamen: 298415003
- Virtual International Authority File: 63823764
- WorldCat: E39PBJmTk99GY46K6rK79tGJXd